# Koalicja PC-ZChN-PSL-PL-PChD
Koalicja PC-ZChN-PSL-PL-PChD – centroprawicowa koalicja rządowa powstała po pierwszych w pełni wolnych wyborach parlamentarnych z dnia 27 października 1991.

## Funkcjonowanie koalicji

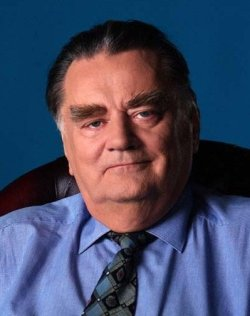
Jan Olszewski – premier z ramienia PC

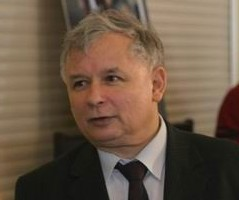
Jarosław Kaczyński – lider PC

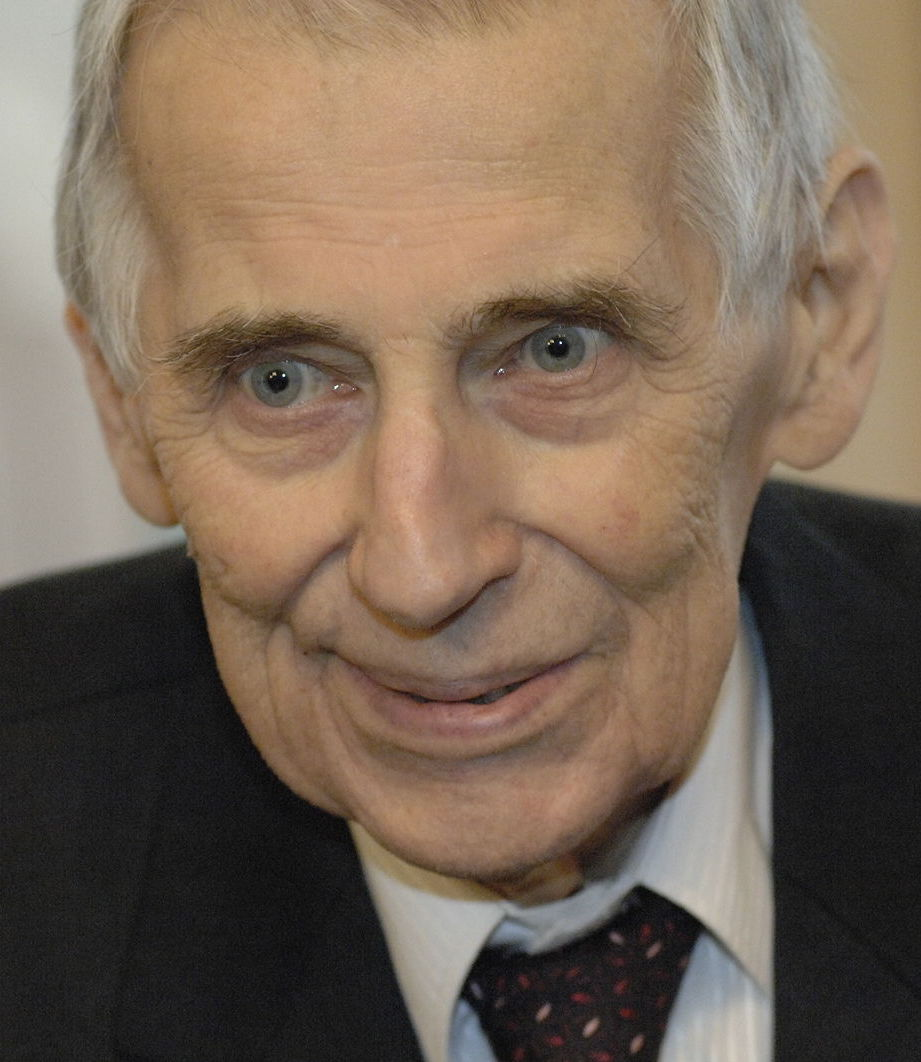
Wiesław Chrzanowski – lider ZChN

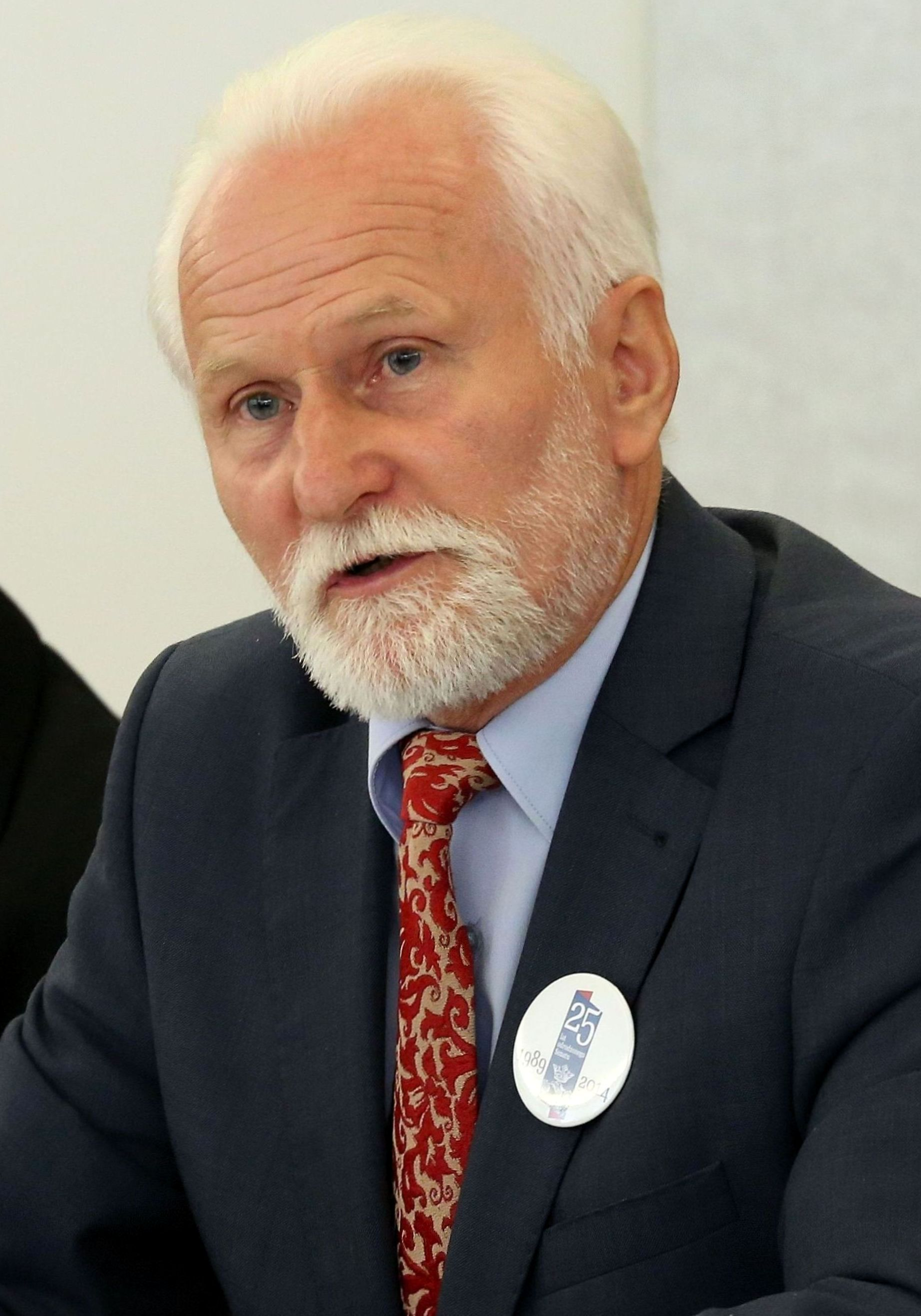
Gabriel Janowski – lider PSL-PL

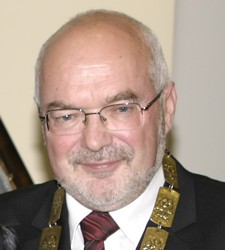
Krzysztof Pawłowski – lider PChD

Prezydent Lech Wałęsa desygnował Jana Olszewskiego na premiera już 5 grudnia 1991, gdy nie powiodła się misja kandydata prezydenckiego Bronisława Geremka, ani próba pozostawienia na stanowisku urzędującego premiera Jana Krzysztofa Bieleckiego. Sejm wybrał Jana Olszewskiego na premiera w dniu 6 grudnia 1991. Niemożność zbudowania trwałej koalicji programowej zniechęciła także Olszewskiego, który w połowie grudnia złożył rezygnację z utworzenia rządu, której Sejm jednak nie przyjął. Olszewskiego uratowało PSL (w zamian za obietnicę kilku stanowisk wiceministrów, któremu po głosowaniu demonstracyjnie podziękował Jarosław Kaczyński. W końcu 23 grudnia 1991, po drugiej turze długich negocjacji, dzięki poparciu „Solidarności” i PSL, udało się stworzyć gabinet koalicyjny, w którym zasiadali przedstawiciele zaledwie 4 partii (PC – 4, ZChN – 3, PSL-PL – 2 i PChD – 1), które łącznie dysponowały w Sejmie zaledwie 114 głosami. Czynnikiem, który dodatkowo osłabiał rząd, był narastający konflikt między premierem a Jarosławem Kaczyńskim – szefem partii, która miała w rządzie najwięcej ministrów. Przyczyną konfliktu były głównie sprawy personalne i wzajemny brak zaufania. Rząd Jana Olszewskiego nie dysponował trwałą większością parlamentarną. Nie powiodły się próby rozszerzenia jego zaplecza najpierw o Unię Demokratyczną, Kongres Liberalno-Demokratyczny i Polski Program Gospodarczy, a potem o Konfederację Polski Niepodległej. 24 maja 1992 r. Rada Unii Demokratycznej podjęła uchwałę wzywającą rząd Olszewskiego do ustąpienia. 26 maja 1992 prezydent Wałęsa przesłał do marszałka Sejmu formalne pismo informując o utracie zaufania do rządu i o cofnięciu swojego poparcia. 27 maja 1992 prezydium klubu parlamentarnego UD a następnie rada koalicyjna „trójki” (UD, KLD, PPG) podjęły decyzję o zgłoszeniu w Sejmie wniosku o wotum nieufności wobec rządu. 28 maja 1992 Sejm na wniosek posła Janusza Korwin-Mikke przyjął głosami KPN, PC, ZChN, „Solidarności” PL, PChD i UPR, przy bojkocie głosowania przez UD i KLD) uchwałę zobowiązującą ministra spraw wewnętrznych „do podania do dnia 6 czerwca 1992 pełnej informacji na temat urzędników państwowych od szczebla wojewody wzwyż, a także senatorów, posłów (...), będących współpracownikami Urzędu Bezpieczeństwa i Służby Bezpieczeństwa w latach 1945-1990”. Uchwała pomijała współpracowników WSI. 29 maja 1992 przedstawiciel Unii Demokratycznej Jan Rokita złożył w imieniu 65 posłów z UD, KLD i PPG wniosek o wotum nieufności dla rządu Olszewskiego. 2 czerwca 1992 w trakcie ostatecznej rozmów na temat poszerzenie koalicji z KPN minister Macierewicz spotkał się z wicemarszałkiem Sejmu Dariuszem Wójcikiem z KPN i poinformował go o tym, że nazwisko przywódcy KPN – Leszka Moczulskiego znajdzie się na liście, którą dwa dni później przekaże Sejmowi. Rozmowy z KPN zakończyły się fiaskiem. Gabinet został odwołany przez Sejm w nocnym głosowaniu po północy 5 czerwca 1992 (noc teczek), kilkanaście godzin po wykonaniu przez ministra spraw wewnętrznych Antoniego Macierewicza uchwały Sejmu o ujawnieniu tajnych współpracowników Służby Bezpieczeństwa (tzw. lista Macierewicza), na której znalazło się 3 ministrów i 8 wiceministrów rządu Olszewskiego. Premier, popierając decyzję Macierewicza, zaproponował w porozumieniu z I Prezesem Sądu Najwyższego Adamem Strzemboszem powołanie niezależnej komisji dla oceny prawdziwości przedstawionych materiałów. Sejm nie zdążył jednak rozpatrzyć tego wniosku. Na przyspieszenie rozpatrywania wniosku o dymisję rządu wpłynął prezydent Lech Wałęsa, który złożył 4 czerwca 1992 własny wniosek o odwołanie premiera. Dzień po odwołaniu rządu Olszewskiego prezydent Lech Wałęsa desygnował na szefa rządu prezesa PSL Waldemara Pawlaka, którego Sejm wybrał na nowego premiera.

## Skład rządu
- Jan Olszewski (PC) – prezes Rady Ministrów
- Artur Balazs (PSL-PL) – minister-członek Rady Ministrów
- Andrzej Diakonow (PC) – kierownik Ministerstwa Gospodarki Przestrzennej i Budownictwa
- Zbigniew Dyka (ZChN) – minister sprawiedliwości
- Jerzy Eysymontt (PC) – minister-kierownik Centralnego Urzędu Planowania
- Adam Glapiński (PC) – minister współpracy gospodarczej z zagranicą
- Tomasz Gruszecki – kierownik Ministerstwa Przekształceń Własnościowych
- Gabriel Janowski (PSL-PL) – minister rolnictwa i gospodarki żywnościowej
- Stefan Kozłowski – minister ochrony środowiska, zasobów naturalnych i leśnictwa
- Jerzy Kropiwnicki (ZChN) – minister pracy i polityki socjalnej
- Andrzej Lipko – kierownik Ministerstwa Przemysłu i Handlu
- Karol Lutkowski – minister finansów
- Antoni Macierewicz (ZChN) – minister spraw wewnętrznych
- Marian Miśkiewicz – minister zdrowia i opieki społecznej
- Jan Parys – minister obrony narodowej
- Marek Rusin – kierownik Ministerstwa Łączności
- Andrzej Siciński – minister kultury i sztuki
- Krzysztof Skubiszewski – minister spraw zagranicznych
- Andrzej Stelmachowski – minister edukacji narodowej
- Ewaryst Waligórski – minister transportu i gospodarki morskiej
- Wojciech Włodarczyk (bezpartyjny) – minister-szef Urzędu Rady Ministrów
- Witold Karczewski – przewodniczący Komitetu Badań Naukowych
- Marcin Gugulski – rzecznik prasowy